# Фантоцці 2000: Клонування
«Фантоцці 2000: Клонування» (італ. Fantozzi 2000 - La clonazione) — кінофільм 1999 року, десятий і останній фільм-сиквел італійської серії фільмів про невезучого бухгалтера Уго Фантоцці.

## Сюжет
До кінця 2-го тисячоліття Мегафірма знаходиться перед фінансовою кризою. Для виходу із кризової ситуації сам мега-директор Балабам вирішує, за допомогою передової біотехнології, повернути до життя бухгалтера Уго Фантоцці.

## У ролях
- Паоло Вілладжо — Уго Фантоцці
- Мілена Вукотіч — Піна Фантоцці
- Анна Маццамауро — синьорина Сільвані
- Паоло Паоліні — Балабам, директор Мегафірми
- Доді Конті — Угіна

## Цікаві факти
- Це десятий і останній з фільмів про Уго Фантоцці, роль якого незмінно виконував італійський комік Паоло Вілладжо.
- Це єдиний фільм, де не було персонажу бухгалтера Філліні, у виконанні італійського актора Жижи Редер, який помер у 1998 році.